# Roschberg
Roschberg ist ein Ortsteil der Gemeinde Namborn, Landkreis St. Wendel, Saarland und bildet einen eigenen Gemeindebezirk. Bis Ende 1973 war Roschberg eine eigenständige Gemeinde.

## Geographie
Roschberg liegt 400 m über N.N.

## Geschichte
Ersterwähnung 1335 als Roßbergh. Roschberg gehörte nach der Französischen Revolution zur Marie Oberkirchen bzw. späteren Bürgermeisterei Oberkirchen. Zum 1. Okt. 1823 kam es zur Bürgermeisterei St. Wendel – Landgemeinden und zum 1. Januar 1836 zur Bürgermeisterei Oberkirchen. Bei der Teilung der Bürgermeisterei Oberkirchen zum 10. Januar 1920 in Oberkirchen-Nord (Königreich Preußen/Rheinprovinz) und Oberkirchen-Süd (Saargebiet) verblieb es zunächst bei Oberkirchen-Nord und zum 1. Januar 1921 kam es wieder zu Oberkirchen-Süd (Saargebiet).
Im Rahmen der saarländischen Gebiets- und Verwaltungsreform wurde die bis dahin eigenständige Gemeinde Roschberg am 1. Januar 1974 der Gemeinde Namborn zugeordnet.
Verwaltungszugehörigkeit nach 1794:

- 1798 bis 1814 – Mairie Oberkirchen
- 1814 bis 10. Januar 1817 – Bürgermeisterei Oberkirchen
- 11. Januar 1817 bis 30. September 1823 – Bürgermeisterei Oberkirchen
- 1. Oktober 1823 bis 31. Dezember 1835 – Bürgermeisterei St. Wendel
- 1. Januar 1836 bis 22. März 1920 – Bürgermeisterei Oberkirchen
- 23. März 1920 bis 31. Dezember 1920 – Bürgermeisterei Oberkirchen-Nord
- 1. Januar 1921 bis 6. Mai 1921 – Bürgermeisterei Oberkirchen-Süd
- 7. Mai 1921 bis 31. Juli 1935 – Bürgermeisterei Namborn
- 1. August 1935 bis 25. Februar 1947 – Amt Namborn
- 26. Februar 1947 bis 31. August 1951 – Verwaltungsbezirk Namborn
- 1. September 1951 bis 30. Juni 1952 – Amt Namborn
- 1. Juli 1952 bis 31. Dezember 1973 – Amt Oberkirchen-Namborn
- 1. Januar 1974 bis heute – Gemeinde Namborn

### Pfarrzugehörigkeit
Roschberg gehörte zunächst zur Pfarrei St. Wendelin in St. Wendel und kam 1792 zur Pfarrei Furschweiler, zu der es heute noch gehört.

## Politik

### Gemeindebezirk
Der Ortsrat mit neun Sitzen setzt sich nach der Kommunalwahl vom 9. Juni 2024 bei einer Wahlbeteiligung von 81,94 % wie folgt zusammen:
- CDU: 23,77 % – 2 Sitze
- SPD: 36,07 % – 3 Sitze
- Freie Liste Namborn: 40,16 % – 4 Sitze

### Ortsvorsteher
- 1974 bis 1994: Bernhard Stoll, CDU
- 1994 bis 2024: Norbert Jung, Freie Liste Namborn
- seit 2024 Yvonne Klewitz, SPD (freies Mitglied)

### Ortswappen
Ein eigenes Ortswappen wurde 1988 eingeführt.

Beschreibung: „Unter silbernem Schildhaupt, darin ein durchgehendes rotes Kreuz, in Rot über silbernem, mit drei fächermörig gestellten grünen Eichenblättern belegtem Dreiberg ein springendes goldes Roß.“

## Wirtschaft und Infrastruktur

### Einwohnerzahlen
- 1787 = 99 Einwohner – Amt St. Wendel (Kurfürstentum Trier)[6]
- 1819 = 107 Einwohner – Bürgermeisterei Oberkirchen (Fürstentum Lichtenberg/Herzogtum Sachsen-Coburg) – 22 Häuser[7]
- 1843 = 223 Einwohner – Bürgermeisterei Oberkirchen (Rheinprovinz/Königreich Preußen) – 35 Wohnhäuser[8]
- 17. Mai 1939 = 255 Einwohner – Amt Namborn (Saarland) – Volkszählung 1939[9]
- 14. Nov. 1951 = 297 Einwohner – Amt Namborn – Volkszählung 1951
- 6. Juni 1961 = 330 Einwohner – Amt Oberkirchen-Namborn – Volkszählung 1961 - 61 Wohngebäude[10]
- 27. Mai 1970 = 364 Einwohner – Amt Oberkirchen-Namborn – Volkszählung 1970
- 31. Dez. 1973 = 368 Einwohner – Amt Oberkirchen-Namborn – Gebiets- und Verwaltungsreform zum 1. Januar 1974[11]
- 25. Mai 1987 = 386 Einwohner – Gemeinde Namborn – Volkszählung 1987[12]

### Verkehr
Roschberg ist ebenso wie Heisterberg nicht mehr durch eine Landesstraße an das öffentliche Verkehrsnetz angeschlossen.

## Kultur und Sehenswürdigkeiten
- Dorfgemeinschaftshaus (ehemaliges Schulhaus)
- Drei Eichen (Naturdenkmal)
- Mariengrotte (bei der Hirtenwiese)